# Ants Kiviselg
Formiga Kiviselg (nascida a 13 de julho de 1955, em Pärnu) é um médico desportivo e militar da Estónia.
Em 1979 ele formou-se em medicina pela Universidade Estadual de Tartu.
De 1990 a 1996 foi médico-chefe e líder do centro de medicina desportiva Dünamix. De 1984 a 2001 foi médico da equipa de remo da Estónia.
Desde 1993, ele também serviu nas Forças Armadas da Estónia. De 2001 a 2006 foi Comandante do Colégio de Defesa Nacional da Estónia.
Condecorações:
- 2006: Ordem da Cruz da Águia, III classe[2]